# Minneapolis Public Library

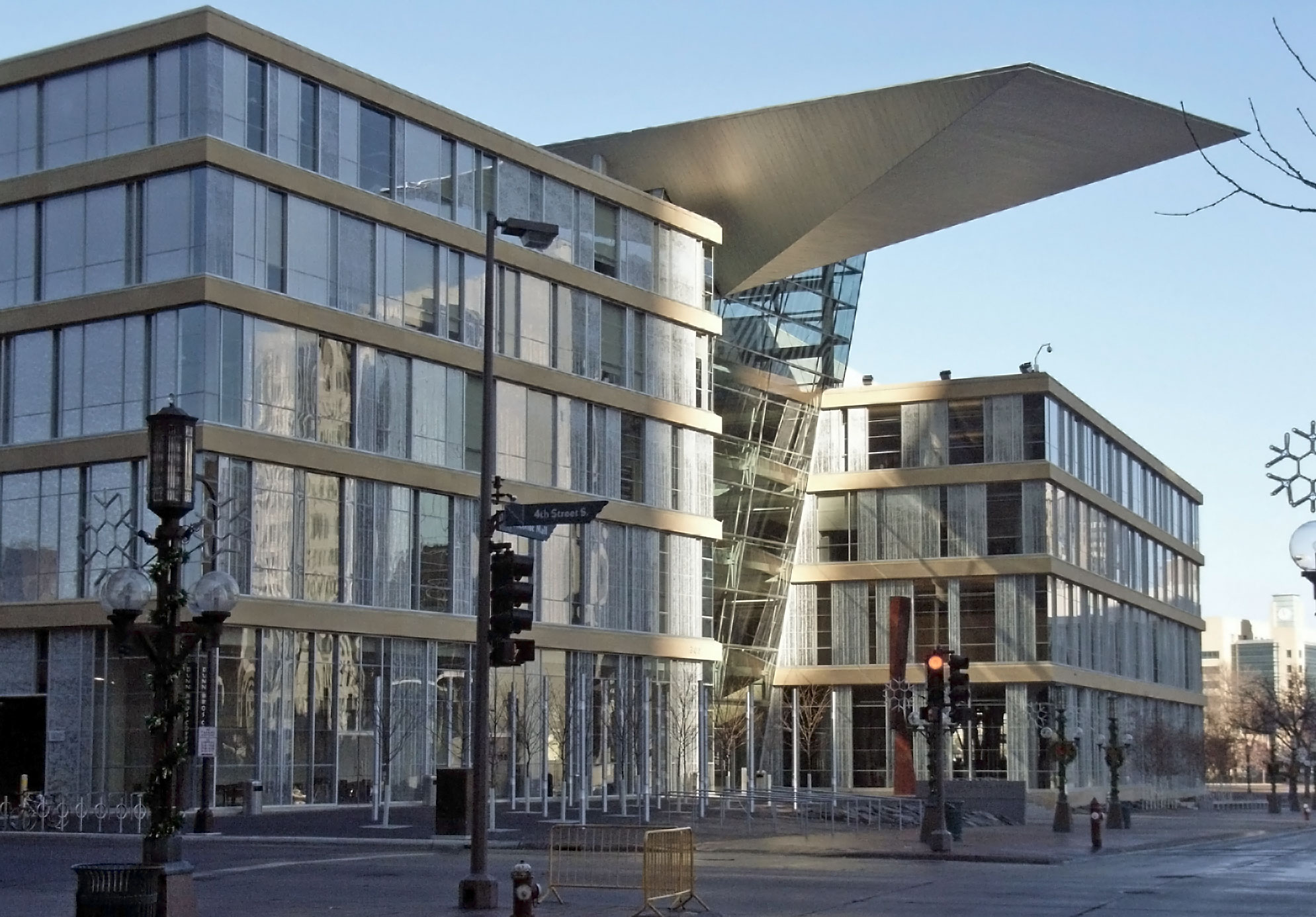
Minneapolis Public Library

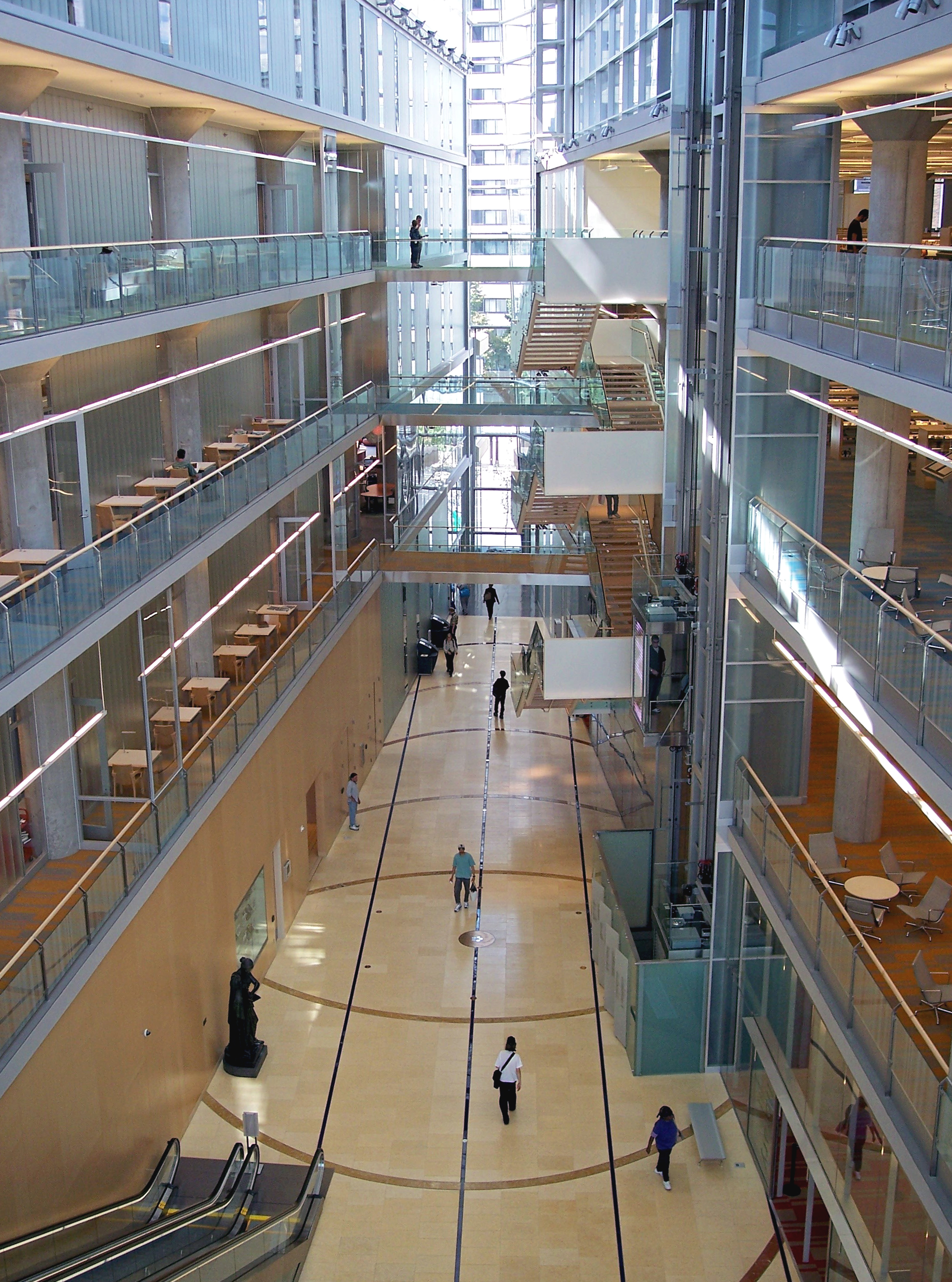
Atrium der Central Library

Die Minneapolis Public Library (Minneapolis Public Library and Information Center; kurz MPL) war ein öffentlicher Bibliotheksverbund für die Stadt Minneapolis im US-Bundesstaat Minnesota. Seit dem 1. Januar 2008 gehört sie zur Hennepin County Library.
Die Minneapolis Public Library wurde im Jahre 1860 als Minneapolis Athenæum gegründet. Bei ihrem Zusammenschluss mit der County-Library gehörten neben dem Hauptgebäude (Central Library) in der Innenstadt vierzehn weitere Zweigbibliotheken zur MPL. Der verfügbare Buchbestand betrug rund 3,1 Millionen Exemplare. Die Bibliothek nutzte im Gegensatz zu den meisten anderen öffentlichen Bibliotheken die Library of Congress Classification.
Nachdem die Einnahmen der Bibliotheken zurückgingen und auch der Bundesstaat Minnesota weniger finanzielle Unterstützung zusteuerte, geriet die Minnesota Public Library zu Beginn des 21. Jahrhunderts zunehmend in finanzielle Bedrängnis. So wurden die Öffnungszeiten stark verkürzt und auch die Investitionen zurückgefahren. 2007 stimmten die Stadt- und Countyverwaltung und später das Parlament des Bundesstaates einer Zusammenlegung mit der Hennepin County Library zu.

## Central Library
Das Hauptgebäude, die Central Library, wurde nach einem Volksentscheid 2000 im Zentrum der Stadt an Stelle eines alten und nicht mehr benutzten Gebäudes neugebaut. Die Bürger von Minneapolis hatten sich für den auf 140 Millionen Euro geschätzten Bau ausgesprochen. Ab 7. November 2000 begannen die Bauarbeiten, des vom argentinischen Architekten César Pelli entworfenen Gebäudes. Der gläserne Bau fällt vor allem durch die aus der Fassade herausragende, weiße Dachkonstruktion auf, die beide Haupteingänge überdacht und sich quer über die komplette Bibliothek erstreckt. Bei dem Neubau wurde vor allem auf eine hohe Energieeffizienz und Umweltfreundlichkeit geachtet. Während der Umbauarbeiten mussten große Teile der Bibliothek in die Zweigstelle am Marquette Plaza ausweichen, was zusätzliche Kosten in Höhe von zehn Millionen US-Dollar verursachte. Am 20. Mai 2006 wurde die neue Central Library eröffnet. Sie beherbergt mit über drei Millionen Medien, darunter rund 2,2 Millionen Büchern, eine der größten Sammlungen an Büchern und elektronischen Medien der Vereinigten Staaten.
Das Planetarium von Minneapolis, welches mit der Schließung des alten Gebäudes für den Neubau der Bibliothek weichen musste, soll im fünften und sechsten Stockwerk und auf dem Dach der Bibliothek untergebracht werden. 2005 wurden dafür finanzielle Mittel für das Projekt zugesagt, wonach bis 2009 für insgesamt über 40 Millionen USD ein 3.450 Quadratmeter großes Planetarium entstehen soll.